# Orsa daphne
Orsa daphne – gatunek kosarza z podrzędu Laniatores i rodziny Samoidae. Jedyny znany przedstawiciel monotypowego rodzaju Orsa.

## Występowanie
Gatunek jest endemiczny dla wyspy Haiti.